# Silphedosuchus
Silphedosuchus is een geslacht van uitgestorven therocephalide therapsiden uit het Vroeg-Trias van Rusland. Het is een lid van de familie Ericiolacertidae, samen met het geslacht Ericiolacerta uit Zuid-Afrika en Antarctica. 

## Naamgeving
De typesoort Silphedosuchus orenburgensis werd in 1977 benoemd door Tatarinow. De geslachtsnaam is afgeleid van het Grieks silphè, 'kakkerlak', het Latijn edere, 'eten' en het Grieks Souchos, de Egyptische krokodillengod. Het is een verwijzing naar de vermeende insectenetende levenswijze. De soortaanduiding verwijst naar de herkomst uit de oblast Orenburg.
Het holotype is PIN 952/100, een schedel gevonden in de vindplaats Rassypnaya op de rechteroever van de Oeral, daterend uit het Olenekien van het Vroeg-Trias. Het werd gevonden in fijnkorrelige zandsteen die weinig andere gewervelde dieren bevat. Deze laag werd afgezet in een grote overstromingsvlakte die tijdens het Vroeg-Trias een groot deel van Europees Rusland bedekte. In de plaats Rassypnaya snijdt een lens van grover zand, vermoedelijk afgezet door een oude rivier, door de fijnkorrelige zandsteen. Deze afzetting bevat veel tetrapoden zoals temnospondylen en archosauromorfen, maar de fossielen maken deel uit van een andere faunale verzameling.

## Beschrijving
De schedel is ongeveer 3,5 centimeter lang, met een lange en spitse snuit. Silphedosuchus mist de grote hoektanden die aanwezig zijn bij de meeste andere therocephaliërs en heeft plettende tanden aan de achterkant van de kaken, afgerond met verschillende knobbels. Silphedosuchus heeft grote oogkassen met opstaande randen. De oogkas is niet volledig gesloten omdat het postorbitale uitsteeksel, dat de achterste rand van de oogkas vormt, het jukbeen eronder, dat de onderrand van de oogkas vormt, niet bereikt. Kenmerken die Silphedosuchus van Ericiolacerta onderscheiden, zijn onder meer een nauw contact tussen de palatinale en ploegschaarbeenderen op het dak van de mond, een contact tussen het ploegschaarbeen en de bovenkaak dat verder naar voren is geplaatst, en zeer brede mond- of wangtanden.